# Escultura da Pré-História
A Escultura na Pré-História consiste tanto de pequenos objetos de arte como a Vênus de Willendorf quanto as estátuas na ilha de Páscoa num período de tempo de 24.000 a.C. até 2.100 a.C. A escultura de objetos incluiu animais como leões, ursos, mamutes e seres humanos, sobretudo mulheres. 